# Maxime Annys
Maxime Annys (Oostende, 24 juli 1986) is een Belgisch voetbalcoach en voormalig voetballer.

## Spelerscarrière
Annys maakte zijn debuut in het seizoen 2004/05 op zeventienjarige leeftijd in het eerste elftal van tweedeklasser KSV Roeselare. Via de eindronde promoveerde Roeselare op het einde van dit seizoen naar de hoogste Belgische voetbalafdeling. Annys kon blijven rekenen op een basisplaats, totdat Dirk Geeraerd er trainer werd in het seizoen 2006/07. Daarop ruilde hij Roeselare voor een andere eersteklasser, RAEC Mons. Annys raakte echter ernstig geblesseerd aan de heup tijdens de voorbereiding en zijn contract werd er verbroken vooraleer het seizoen begon.
Na zijn revalidatie kon Annys in januari 2008 een contract tekenen bij het Nederlandse MVV Maastricht dat op dat moment uitkwam in de eerste divisie. In het seizoen 2008/09 kwam Annys opnieuw naar België en ging bij tweedeklasser RFC Tournai aan de slag. Deze club behaalde enigszins onverwacht de eindronde. Vervolgens werd Annys opgemerkt door OH Leuven. Hier behaalde hij via de titel in het seizoen 2010/11 de promotie naar eerste klasse.
In 2012 verlengde OH Leuven verlengde zijn contract niet en trok Annys naar tweedeklasser Sint-Truidense VV. In de winter moest hij die club al meteen verlaten wegens besparingen. Annys trok naar de Deense tweedeklasser FC Hjørring. Na een half seizoen kwam hij weer terug naar België om een nieuwe club te zoeken.

## Clubstatistieken
| Seizoen         | Club                | Competitie      | Competitie | Competitie | Play-off I | Play-off I | Play-off II | Play-off II | Play-off III / Eindr. | Play-off III / Eindr. | Beker | Beker | Europees | Europees | Totaal | Totaal |
| Seizoen         | Club                | Competitie      | Wed.       | Dlp.       | Wed.       | Dlp.       | Wed.        | Dlp.        | Wed.                  | Dlp.                  | Wed.  | Dlp.  | Wed.     | Dlp.     | Wed.   | Dlp.   |
| --------------- | ------------------- | --------------- | ---------- | ---------- | ---------- | ---------- | ----------- | ----------- | --------------------- | --------------------- | ----- | ----- | -------- | -------- | ------ | ------ |
| 2004/05         | KSV Roeselare       | Tweede Klasse   | 17         | 4          | nvt        | nvt        | nvt         | nvt         | 6                     | 2                     | 2     | 0     | --       | --       | 25     | 6      |
| 2005/06         | KSV Roeselare       | Eerste Klasse   | 28         | 1          | nvt        | nvt        | nvt         | nvt         | --                    | --                    | 1     | 0     | --       | --       | 29     | 1      |
| 2006/07         | KSV Roeselare       | Eerste Klasse   | 11         | 2          | nvt        | nvt        | nvt         | nvt         | --                    | --                    | 1     | 1     | 2        | 0        | 14     | 3      |
| 2007/08         | RAEC Mons           | Eerste Klasse   | 0          | 0          | nvt        | nvt        | nvt         | nvt         | nvt                   | nvt                   | 0     | 0     | --       | --       | 0      | 0      |
| 2007/08         | MVV Maastricht      | Eerste Divisie  | 9          | 0          | nvt        | nvt        | nvt         | nvt         | 3                     | 0                     | 0     | 0     | --       | --       | 12     | 0      |
| 2008/09         | RFC Tournai         | Tweede Klasse   | 25         | 4          | nvt        | nvt        | nvt         | nvt         | 2                     | 0                     | 1     | 0     | --       | --       | 28     | 4      |
| 2009/10         | Oud-Heverlee Leuven | Tweede Klasse   | 29         | 2          | nvt        | nvt        | nvt         | nvt         | --                    | --                    | 2     | 0     | --       | --       | 31     | 2      |
| 2010/11         | Oud-Heverlee Leuven | Tweede Klasse   | 32         | 5          | nvt        | nvt        | nvt         | nvt         | --                    | --                    | 2     | 0     | --       | --       | 34     | 5      |
| 2011/12         | Oud-Heverlee Leuven | Eerste klasse   | 22         | 0          | --         | --         | 4           | 0           | --                    | --                    | 1     | 0     | --       | --       | 27     | 0      |
| 2012/13         | Sint-Truidense VV   | Tweede klasse   | 6          | 0          | nvt        | nvt        | nvt         | nvt         | --                    | --                    | 0     | 0     | --       | --       | 6      | 0      |
| Carrière totaal | Carrière totaal     | Carrière totaal | 179        | 18         | 0          | 0          | 4           | 0           | 11                    | 2                     | 10    | 1     | 2        | 0        | 206    | 21     |